# Classification des surfaces
En mathématiques, et plus précisément en topologie, la classification des surfaces (ou classification des 2-variétés) est un résultat sur les surfaces « closes » (c'est-à-dire compactes et sans bord). Il indique que toute surface close connexe est homéomorphe à l'un des espaces topologiques suivants :
- une 2-sphère ;
- une somme connexe de {\displaystyle g>0} tores, c'est-à-dire une sphère avec {\displaystyle g} anses (la surface est alors orientable, de genre {\displaystyle g} et de caractéristique d'Euler {\displaystyle 2-2g}) ;
- une somme connexe de {\displaystyle c>0} plans projectifs réels, c'est-à-dire une sphère avec {\displaystyle c} cross-caps (la surface est alors non orientable, de genre {\displaystyle c} et de caractéristique d'Euler {\displaystyle 2-c}).

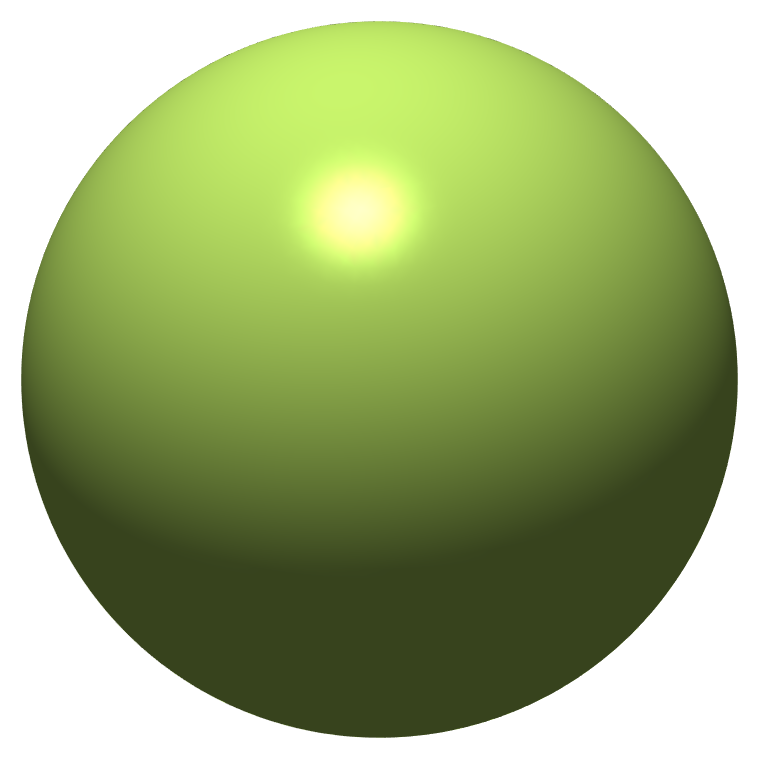
2-sphère (orientable, genre 0).
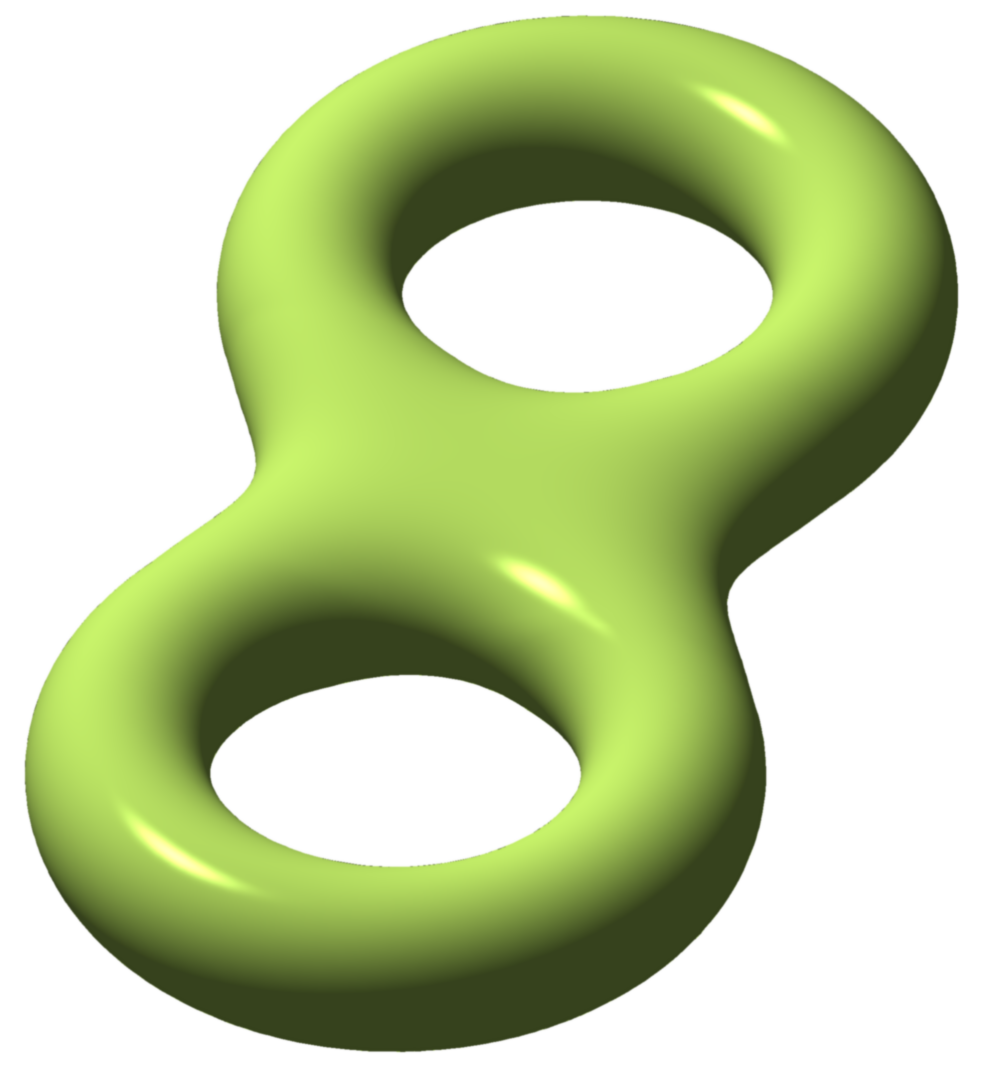
Le double tore est la somme connexe de deux tores (orientable, genre 2).
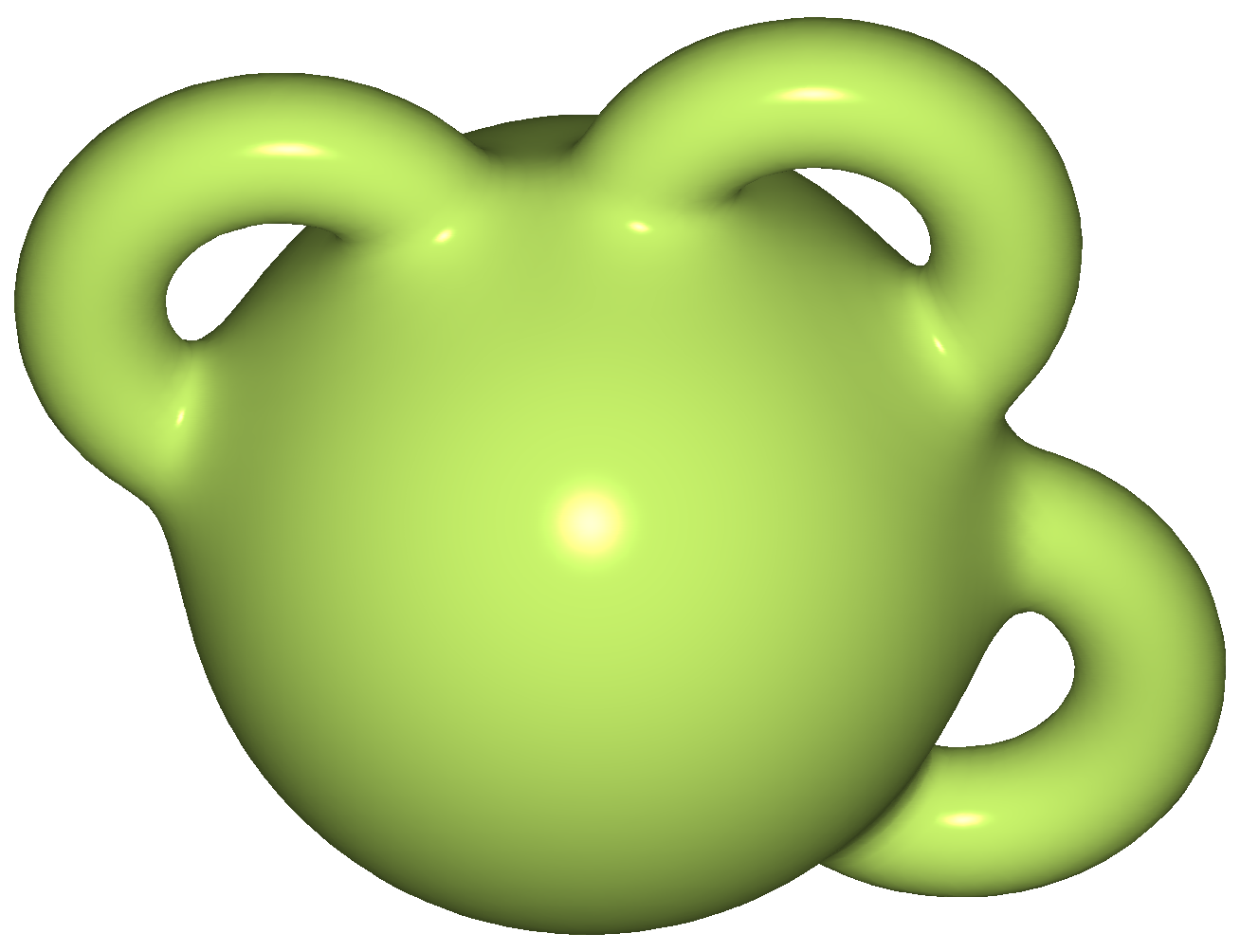
Sphère à trois anses, également somme connexe de trois tores (orientable, genre 3).
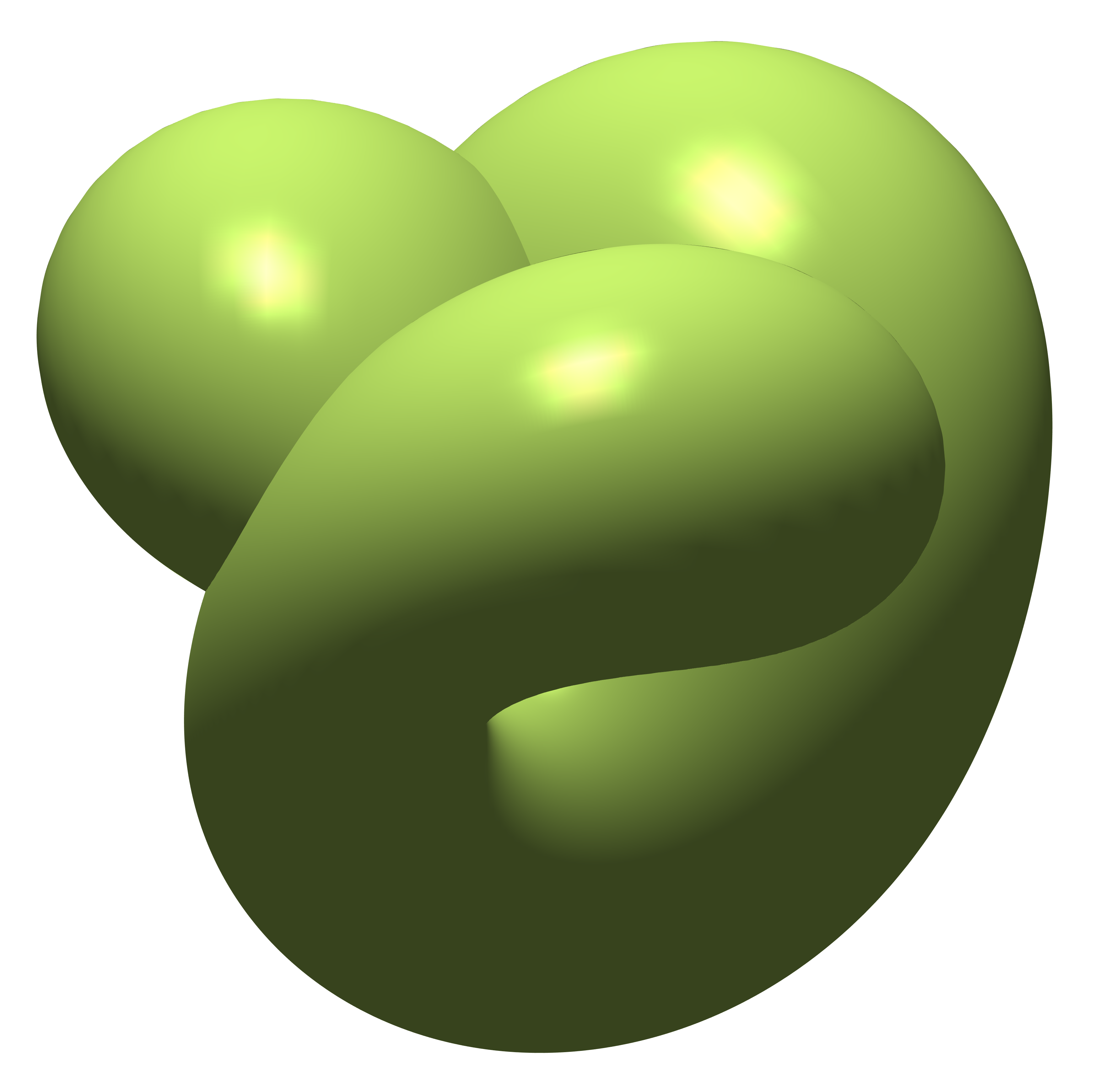
La surface de Boy est une immersion du plan projectif réel dans {\displaystyle \mathbb {R} ^{3}} (non orientable, genre 1).
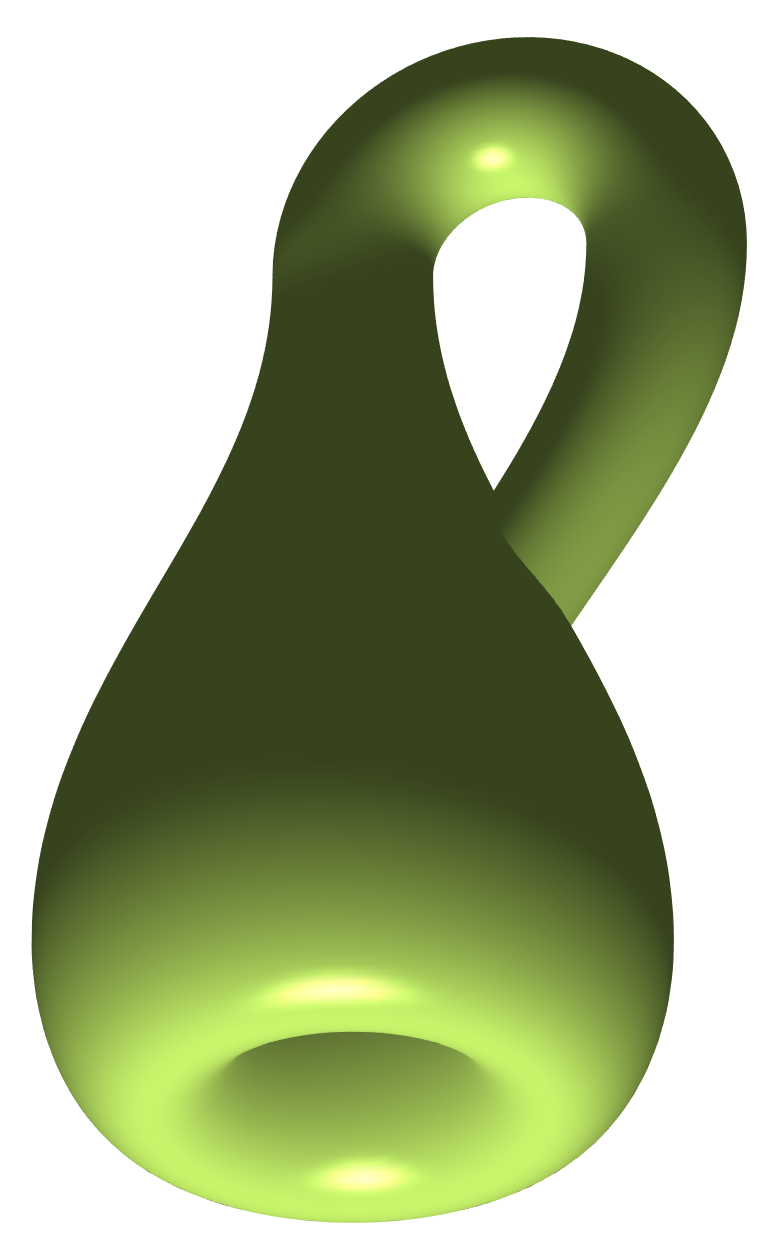
La bouteille de Klein est la somme connexe de deux plans projectifs réels (non orientable, genre 2).